# موناستيريشتشي
موناستيريشتشي هي مدينة من مدن أوكرانيا. يبلغ عدد سكانها 9142 نسمة وذلك حسب إحصائيات سنة 2011. يبلغ ارتفاع المدينة عن سطح البحر قرابة 242 متر. تبلغ مساحتها 5,51 كم².

## أعلام
- مايكولا ليونتوفيش